# Chyży Potok
Chyży Potok (niem. Langer Raschgrund, Kłopotnica, Węża) – potok górski w Polsce w woj.dolnośląskim w Sudetach Środkowych, w Górach Sowich, w Gminie Stoszowice.
Potok ma źródła na stoku szczytu Gołębia ok. 640 m n.p.m. Płynie przez wsie Jemna i Rudnica, gdzie ma ujście do rzeki Jadkowa (320 m n.p.m.). W pobliżu źródeł znajduje się Kamień Trzech Granic.